# Eutropie d'Alexandrie
Eutropie d'Alexandrie (en grec ancien : Εὐτροπία τῆς Ἀλεξανδρείας), est une sainte et martyre chrétienne du IIIe siècle. Elle aurait été exécutée à Alexandrie vers 250. Son martyre est représenté dans le Ménologe de Basile II.
Sa mémoire est commémorée le 30 octobre dans l'Église orthodoxe.

## Biographie
Selon les récits hagiographiques la concernant, Eutropie se serait rendue auprès de chrétiens emprisonnés vers 250. Pour ces activités d'aide aux prisonniers, elle aurait été persécutée à son tour, par un préfet nommé Apellianus. Il l'aurait faite emprisonner, puis, face à son refus d'abjurer sa foi, aurait décidé de l'exécuter, ce qui aurait été fait par le bûcher. Elle serait morte sans ressentir de souffrances, après avoir eu une apparition d'un certain « homme » qui l'aurait protégée des flammes.

## Postérité
Sa mémoire est commémorée le 30 octobre dans l'Église orthodoxe,.
Eutropie est représentée dans le Ménologe de Basile II, un chef-d'œuvre de l'art byzantin.